# Eupithecia ferrearia
Eupithecia ferrearia är en fjärilsart som beskrevs av Nitsche 1926. Eupithecia ferrearia ingår i släktet Eupithecia och familjen mätare. Inga underarter finns listade i Catalogue of Life.